# Novosevastopólskoie
Novosevastopólskoie - Новосевастопольское (rus) - és un poble de la República d'Adiguèsia, a Rússia. Es troba al cabdal dels rius Bélaia i Labà, a 13 km al sud-est de Krasnogvardéiskoie i a 71 km al nord-oest de Maikop, la capital de la república.
Pertany al municipi de Béloie.